# خدایان کاسیان

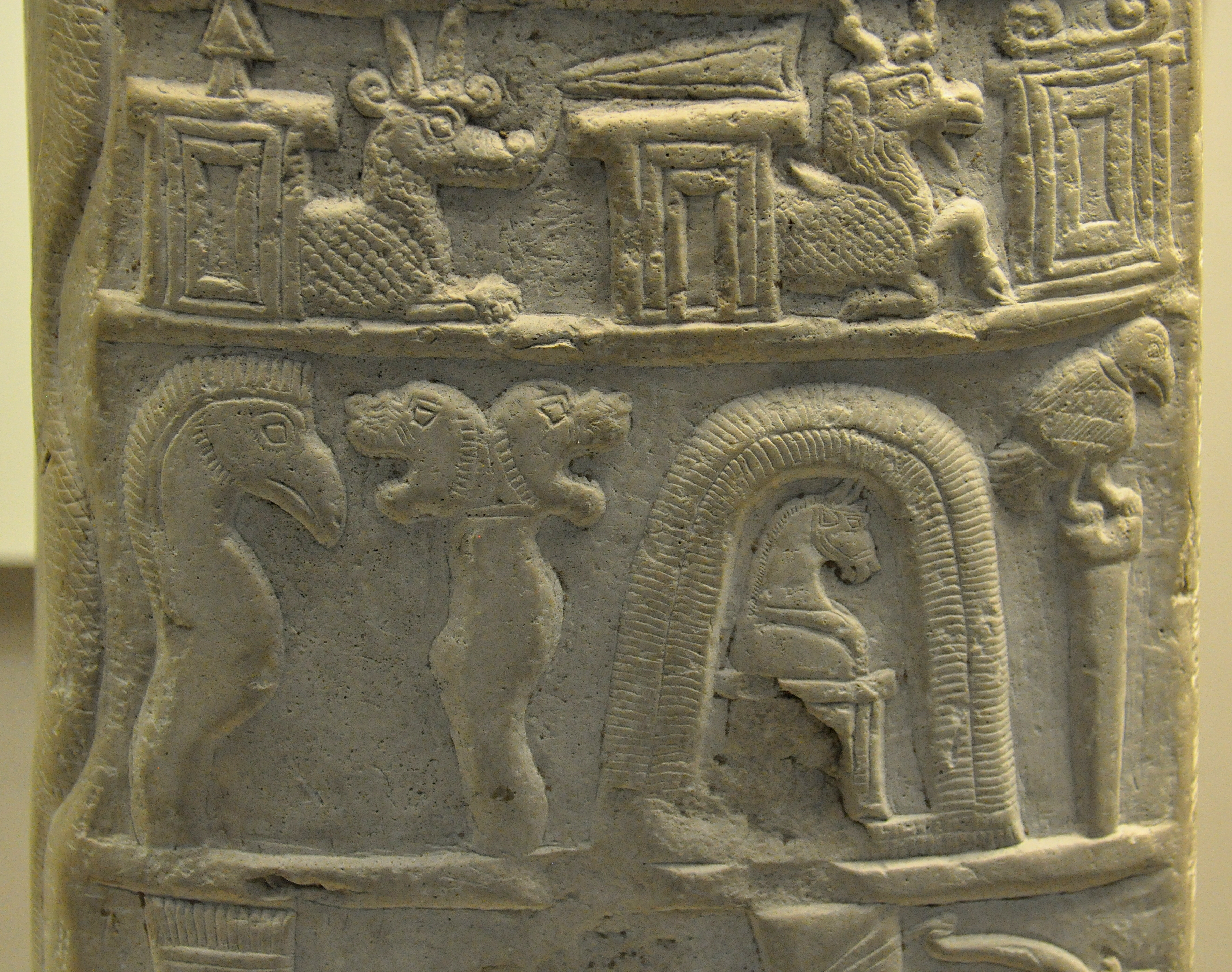
جزئیات یک کودورو از ریتی-مردوک، از سیپار، عراق، ۱۱۲۵تا ۱۱۰۴ پیشا دوران مشترک. یک پرنده نشسته، نماد شوقامونا و شومالیا، در پایین سمت راست دیده می‌شود. موزه بریتانیا.

خدایان کاسیان پانتون کاسیان (اکدی: Kaššû، از کاسی Galzu) بودند. این گروه در بخش‌هایی از عراق امروزی (اکثرا در تمدن بابل و نوزی) و نیز ایران و سوریه در هزاره دوم و اول پیشا دوران مشترک زندگی می‌کردند. سلسله‌ای با منشا کاسی در قرن پانزدهم پیشا دوران مشترک بر تمدن بابل حکمرانی می‌کرد. کاسیان به زبان کاسی سخن می‌گفتند و در منابع بین‌النهرینی به این مساله اشاره شده است. بسیاری از واژگان شناخته‌شدهٔ کاسی، نام خدایان کاسیان هستند. تا کنون بیست خدا شناخته شده است. شواهد برای آیین آنها محدود است و تنها دو خدای دارای معبد وجود دارند.

## بررسی
در حدود دو دوجین نام خدایان کاسی در متن‌های نوشته‌شده به زبان کاسی شناسایی شده‌اند. زبان کاسی زبان مجزایی است که تنها از اشاره‌ها در متن‌های واژه‌ای بین‌النهرین و از نام‌های شخصی شناخته شده است. بررسی تفصیلی به دلیل عدم وجود هیچ گونه منبعی که دستور زبان و نحو آن را حفظ کرده باشد امکان پذیر نیست.
بسیاری از شواهد فرهنگ کاسی مربوط به سلسله کاسی بابل است. آن پادشاهان هم زبان (سومری و اکدی) و هم دین بابلی‌ها را پذیرفتند و فعالانه در نگهداری معابد خدایان بین‌النهرین، به عنوان مثال ایانا در اوروک مشارکت داشتند.

### نظریه‌های ردشده
در تحقیقات قرن نوزدهم و بیستم تلاش‌هایی برای اثبات اینکه برخی از خدایان کاسی از مشتقات خدایان هندواروپایی بودند، انجام شد (به طور مشخص بوریاش، ماروتاش و شاروتاش که هم‌ریشه با بوریاس یونانی و ماروت‌ها و سوریا ودایی در نظر گرفته شدند). چنین تئوری‌هایی که برای مثال توسط ژرژ دومزیل طرح شد، از همان اوایل سال ۱۹۵۴ به عنوان دور از ذهن شناخته شدند. همانطور که جان آ. برینکمن اشاره کرد شباهت‌های بین نام‌ها «حتی اگر پذیرفته شوند، صرفا نشان ارتباط موقتی و غیر مستقیم بین گروه‌های مختلف یا پیشینیان فرهنگی آنها هستند». علاوه بر این، ریشه‌شناسی احتمالی کاسی برای نامهای بوریاش و سوریاش پیشنهاد شده است، در همان حال که ارتباطات ودایی پیشنهادی برای ماروتاش دیگر در پژوهش‌های مدرن پذیرفته نمی‌شود.

## خدایان با خاستگاهی کاسی در سایر دین‌های خاور نزدیک باستان
شوقامونا و شومالیا در پانتئون بین‌النهرین ادغام شدند.